# Heteromys anomalus
Espèce
Statut de conservation UICN

 LC  : Préoccupation mineure
Heteromys anomalus est une espèce de Rongeurs de la famille des Heteromyidae (qui regroupe les souris kangourou d'Amérique). Ce petit mammifère fait partie des Souris épineuses à poches, c'est-à-dire à larges abajoues. Il est présent en Colombie, Trinité-et-Tobago et Venezuela.
L'espèce a été décrite pour la première fois en 1815 par John Vaughan Thompson (1779-1847).

## Liste des sous-espèces
Selon Mammal Species of the World (version 3, 2005)  (20 nov. 2012) :
- sous-espèce Heteromys anomalus anomalus
- sous-espèce Heteromys anomalus brachialis
- sous-espèce Heteromys anomalus hershkovitzi
- sous-espèce Heteromys anomalus jesupi